# Karl von Haimhausen
Karl von Haimhausen (né le 28 mai 1692 à Munich, Bavière - mort le 7 avril 1767 au Chili) est un missionnaire jésuite allemand du XVIIIe siècle qui consacre sa vie à l'évangélisation du Chili. 

## Biographie
Entré dans la Compagnie de Jésus en 1702, Karl von Haimhausen part pour le Chili en 1724. Professeur de théologie, recteur du Collegium maximum de Santiago, il est nommé procurateur provincial des Jésuites au Chili, ainsi que maître des novices. Il bénéficie de l'estime du vice-roi et de nombreux évêques espagnols, qui, bien qu'il soit étranger, le choisissent comme confesseur.
Il est également à l'origine de la construction de nombreux édifices religieux, entre autres, une église de Santiago, un noviciat, et deux maisons pour les retraites spirituelles ; Haimhausen prend une part active au développement économique et industriel du pays, et fonde une école d'arts et métiers à Calera, près de Santiago, dotée d'un atelier de fonderie de cloches, d'horlogerie, de facture d'orgue, de menuiserie, de peinture et de sculpture, ce qui en faisait à l'époque l'établissement d'enseignement technique le plus complet du Chili.